# Myroslav Slaboshpytskiy
Myroslav Slaboshpytskiy (ukrainien : Мирослав Слабошпицький) est un réalisateur, scénariste et producteur ukrainien, né le 17 octobre 1974 à Kiev.

## Biographie
Né en 1974 à Kiev, Myroslav Slaboshpytskiy étudie l'audiovisuel à l’Institut National de Théâtre et des Arts de Kiev. En 2002, en raison d'un conflit avec le président de L'Agence d'État ukrainienne pour le cinéma, Ganna Chmil s'est rendu en Russie à Saint-Pétersbourg, où il a commencé à travailler avec un scénario et à un second réalisateur sur plusieurs projets,. Une fois diplômé, il trouve un emploi dans les studios de cinéma Dovjenko et, au passage, Lenfilm à Saint-Pétersbourg. 
Entre-temps, il écrit des scénarios pour des téléfilms dont Chernobyl Robinson obtient un prix à un concours ukrainien. En 2006, il tourne son premier court-métrage The Incident (Жах), sélectionné dans des festivals à travers dix-sept pays.
Son second court-métrage Diagnosis (Діагноз) concourt pour l'Ours d'or à la Berlinale, en 2009, et, l'année suivante, le réalisateur est à nouveau sélectionné en compétition pour son Deafness (Глухота).
Après Nuclear Waste (Ядерні відходи) qui remporte le Léopard d'argent au Festival international du film de Locarno en 2012, grâce au soutien financier de l'Ukrainian State Agency of Cinematography et The Hubert Bals Fund of the Rotterdam Festival, il tourne avec des comédiens sourds non professionnels pour son premier long-métrage The Tribe (Плем'я) en langue des signes ukrainienne, sans sous-titres ni voix hors-champ, qui est sélectionné en compétition des longs-métrages de la 53e Semaine de la critique au Festival de Cannes 2014 dont il remporte le grand prix de la semaine de la critique, ainsi que le prix Révélation et bénéficie d'une aide de la Fondation Gan à la diffusion. En 2015, il reçoit le prix Alexandre Dovjenko.

## Filmographie

### En tant que réalisateur
- 2006 : The Incident (Жах, court-métrage)
- 2009 : Diagnosis (Діагноз, court-métrage)
- 2010 : Deafness (Глухота, court-métrage)
- 2010 : Мудаки. Арабески (court-métrage)
- 2012 : Nuclear Waste (Ядерні відходи, court-métrage)
- 2012 : Україно, goodbye! (court-métrage)
- 2014 : The Tribe (Плем'я)

### En tant que scénariste
- 2009 : Diagnosis (Діагноз, court-métrage)
- 2010 : Глухота (court-métrage)
- 2012 : Nuclear Waste (Ядерні відходи, court-métrage)
- 2014 : The Tribe (Плем'я)

### En tant que producteur
- 2006 : The Incident (Жах, court-métrage)
- 2009 : Diagnosis (Діагноз, court-métrage)

### En tant que décorateur
- 2006 : The Incident (Жах, court-métrage)

### En tant que monteur
- 2009 : Diagnosis (Діагноз, court-métrage)

### En tant qu'acteur
- 1995 : The Guard (Сокирра, court-métrage)
- 1999 : Поет та княжна

## Distinctions

### Récompenses
- Festival international de film d'Algarve 2007 : mention spéciale du meilleur court métrage pour Инцидент

- Festival international de film de Winterthour 2010 : meilleur court métrage pour Deafness
- Festival international du film de Kiev Molodist 2011 : meilleur court métrage pour  Deafness

- Festival international du film de Locarno 2012 : Pardino d'argento du meilleur court métrage pour Nuclear Waste (sélection « Compétition internationale »)

- Festival international de court-métrage de Norvège 2013 : Prix UIP Grimstad pour Nuclear Waste
- Festival international de court-métrage et de documentaire de Belgrade 2013 : meilleur court métrage pour Nuclear Waste

- Festival de Cannes 2014 : (sélection « Semaine de la critique »)
  - Grand prix pour The Tribe
  - Prix de la révélation (France 4) pour The Tribe
  - Aide Fondation Gan à la Diffusion pour The Tribe
- Festival international du film de Thessalonique 2014 : meilleur réalisateur pour The Tribe

### Nominations
- Prix du cinéma européen 2013 : meilleur court métrage pour Nuclear Waste

- Festival de Cannes 2014 : sélection « Semaine de la critique » et en compétition pour la Caméra d'or pour The Tribe